# Gran Bretagna ai IX Giochi olimpici invernali
La Gran Bretagna partecipò ai IX Giochi olimpici invernali, svoltisi a Innsbruck, Austria, dal 29 gennaio al 9 febbraio 1964, con una delegazione di 36 atleti impegnati in sette discipline.

## Medagliere

### Per discipline
| Sport  | Oro | Argento | Bronzo | Totale |
| ------ | --- | ------- | ------ | ------ |
| Bob    | 1   | 0       | 0      | 1      |
| Totale | 1   | 0       | 0      | 1      |

### Medaglie
| Medaglia | Atleta                                 | Sport | Evento             |
| -------- | -------------------------------------- | ----- | ------------------ |
| Oro      | Anthony James Nash Robert Thomas Dixon | Bob   | Bob a due maschile |